# Moisés Chumpitaz
Moisés Arnaldo Chumpitaz Suárez (Lima, Perú; 25 de febrero de 1949) es un futbolista peruano. Desempeñó como delantero en diversos clubes del Perú. Actualmente es director técnico de fútbol en los Estados Unidos.

## Trayectoria
Es un futbolista peruano que jugaba como delantero, efectivo y goleador en diversos clubes del Perú como el Club Mariscal Sucre de Deportes el Club Carlos A. Mannucci, el Club Atlético Chalaco y el Foot Ball Club Melgar entre otros clubes.
Luego de su etapa de jugador paso ser director técnico de varios equipos peruanos y extranjeros. En el Perú logró el campeonato de 1987 ascendiendo a la Primera División del Perú con el club Circolo Sportivo Guardia Republicana.

## Clubes

### Como jugador
| Club                                    | País | Temporada |
| --------------------------------------- | ---- | --------- |
| Independiente Sacachispas               | Perú | 1966-1967 |
| Club Mariscal Sucre de Deportes         | Perú | 1968-1969 |
| Centro Deportivo Sima                   | Perú | 1970      |
| Club Carlos A. Mannucci                 | Perú | 1971-1972 |
| Club Atlético Chalaco                   | Perú | 1973      |
| Foot Ball Club Melgar                   | Perú | 1974-1975 |
| Club Centro Deportivo Municipal         | Perú | 1976      |
| Club Social Deportivo Junín             | Perú | 1977      |
| Club Deportivo Alfonso Ugarte           | Perú | 1978      |
| Club Atlético Torino                    | Perú | 1978      |
| Club Sport Juventud La Palma            | Perú | 1979      |
| Club Deportivo Coronel Bolognesi        | Perú | 1980      |
| Club Deportivo Independiente Miraflores | Perú | 1981-1984 |

### Como entrenador
| Club                                    | País | Temporada |
| --------------------------------------- | ---- | --------- |
| Club Deportivo Independiente Miraflores | Perú | 1983-1984 |
| Circolo Sportivo Guardia Republicana    | Perú | 1987      |
| Club Sport Belen                        | Perú | 1989      |
| Club Social Deportivo Juan Mata         | Perú | 1991-1993 |
| Club Sport Juventud La Palma            | Perú | 1994      |
| Asociación Deportiva Alcides Vigo       | Perú | 1995      |
| Meteor S.C.                             | Perú | 1996      |
| Asociación Deportiva Somos Aduanas      | Perú | 2002      |

## Palmarés

### Como jugador

#### Campeonatos nacionales
| Título             | Club                      | País | Año  |
| ------------------ | ------------------------- | ---- | ---- |
| Interligas de Lima | Independiente Sacachispas | Perú | 1966 |

### Como entrenador

#### Campeonatos nacionales
| Título    | Club                                 | País | Año  |
| --------- | ------------------------------------ | ---- | ---- |
| Copa Perú | Circolo Sportivo Guardia Republicana | Perú | 1987 |
| Copa Perú | Club Social Deportivo Juan Mata      | Perú | 1993 |